# Praia de Barra
Praia de Barra är en strand i Spanien.   Den ligger i provinsen Provincia de Pontevedra och regionen Galicien, i den nordvästra delen av landet, 500 km väster om huvudstaden Madrid.